# 김주묵
 김주묵(金周默, 1918년 1월 14일 ~ 1988년 11월 8일)은 대한민국의 정치인이다. 제4대 국회의원을 지냈다.

## 학력
- 경성공립고등보통학교졸업
- 일본조도전대학법과졸업

## 경력
- 국무총리비서관
- 한국일보정치부장
- 조선일보정치부장
- 민주당중앙위원

## 역대 선거 결과
|  | 14.79% |

|  | 35.68% |